# Copa Campeonato 1898
La Copa Campeonato 1898 – organizzata dall'Argentine Association Football League – fu vinta dal Lomas Athletic Club, tra i cui giocatori non figurava nemmeno un argentino.

## Classifica finale[2]
|    | Classifica finale   | Pti | G  | V | N | P  | GF | GS | DR  |
| -- | ------------------- | --- | -- | - | - | -- | -- | -- | --- |
| 1. | Lomas Athletic Club | 20  | 12 | 8 | 4 | 0  | 20 | 4  | +16 |
| 1. | Lobos Athletic      | 20  | 12 | 9 | 2 | 1  | 21 | 6  | +15 |
| 3. | Belgrano Athletic   | 17  | 12 | 8 | 1 | 3  | 24 | 10 | +14 |
| 4. | Lanús Athletic      | 13  | 12 | 6 | 1 | 5  | 29 | 12 | +17 |
| 5. | United Banks        | 10  | 12 | 4 | 2 | 6  | 16 | 20 | -4  |
| 6. | Palermo Athletic    | 4   | 12 | 2 | 0 | 10 | 10 | 47 | -37 |
| 7. | Banfield            | 0   | 12 | 0 | 0 | 12 | 3  | 24 | -21 |

## Spareggio
L'incontro di spareggio per l'assegnazione del titolo fu programmato il 28 agosto 1898 nel vecchio campo del Lomas, che fu usato durante la stagione dall'esordiente United Banks. La partita terminò 1-0 per il Lomas, ma fu annullata dopo che il Lobos fece ricorso per le irregolarità. Un altro match fu quindi disputato l'11 settembre, questa volta nel campo del Barker Memorial School, sempre a Lomas de Zamora e vide nuovamente vincitore il Lomas per 2-1.
| Arbitro: | M. Mac Ewen |

|       |           |  |
| Coste | Marcatori |  |

| Arbitro: | M. Mac Ewen |

| |            | |
| J. O. Anderson Marcatore sconosciuto | Marcatori  | Marcatore sconosciuto                                                                                                   |
| Grant P Wa. Stirling D Walker D Reynolds C Jacobs C A. Anderson C Cumber A Wi. Stirling A H. Anderson A J. Anderson A Chevallier-Boutell A | Formazioni | P Coste D T. Moore D W. Buchanan C Cavanagh C Mack C E. Buchanan A J. Negron A E. Moore A R. Jordan A J. Moore A Wilson |

## Classifica marcatori[3]
| Gol |  |  | Giocatore             | Squadra        |
| --- |  |  | --------------------- | -------------- |
| 11  |  |  | Thomas Fearnley Allen | Lanús Athletic |